# 双尖耻骨龙属
双尖耻骨龙（学名：Amphekepubis）是沧龙科存疑的一个属，来自晚白垩世的墨西哥。正模标本UM VP 509为三维状态保存的部分骨骼，由骨盆区域、前后肢及九节尾椎组成，发现于新莱昂州蒙特雷东部圣菲利佩组的海洋沉积物（黏土岩）中，时间处在晚白垩世早期科尼亚克阶与桑托阶的边界上。双尖耻骨龙被归入沧龙科中的沧龙亚科。
已有人提出归入双尖耻骨龙的化石年代可能更晚，因此其遗骸可能属于沧龙属，近来某些研究亦简单地将其正模标本归入沧龙。